# Кунео (футбольный клуб)
«Кунео» — итальянский футбольный клуб из одноимённого города, выступающий в Серии С1, третьем по силе дивизионе чемпионата Италии. Основан в 1905 году. Домашние матчи проводит на арене «Стадио Фрателли Паскьеро», вмещающем 4 000 зрителей. «Кунео» никогда в своей истории не поднимался в Серию A, в Серии B клуб играл лишь один раз в своей истории, в сезоне 1945/46 и занял последнее, 12-е место в своей группе.